# Ray Linn
Raymond Ray Sayre Linn (Chicago, 20 ottobre 1920 – Columbus, 4 novembre 1996) è stato un trombettista statunitense.

## Biografia
Iniziò la sua carriera professionale appena diciottenne nell'orchestra di Tommy Dorsey (1938-1941) in seguito militò nelle orchestre di Woody Herman dal 1941 al 1942 (ed in altri tre periodi: 1943, 1947 e dal 1955 al 1959), Jimmy Dorsey (1942-1943), Benny Goodman (1943 e 1947), Artie Shaw (1944-1946), Boyd Raeburn (1946), inoltre fu un elemento quasi fisso durante le prime registrazioni di Frank Sinatra (1945-1948).
Dal 1950 al 1951 fu ingaggiato nell'ensemble di Bob Crosby.
Durante gli anni sessanta lavorò in televisione (tra gli altri nell'orchestra di Lawrence Welk).
Al suo attivo due albums come leader.

## Discografia
- 1978 - Chicago Jazz (Trend Records)
- 1981 - Empty Suit Blues (Discovery Records)